# Pedro Balaguer

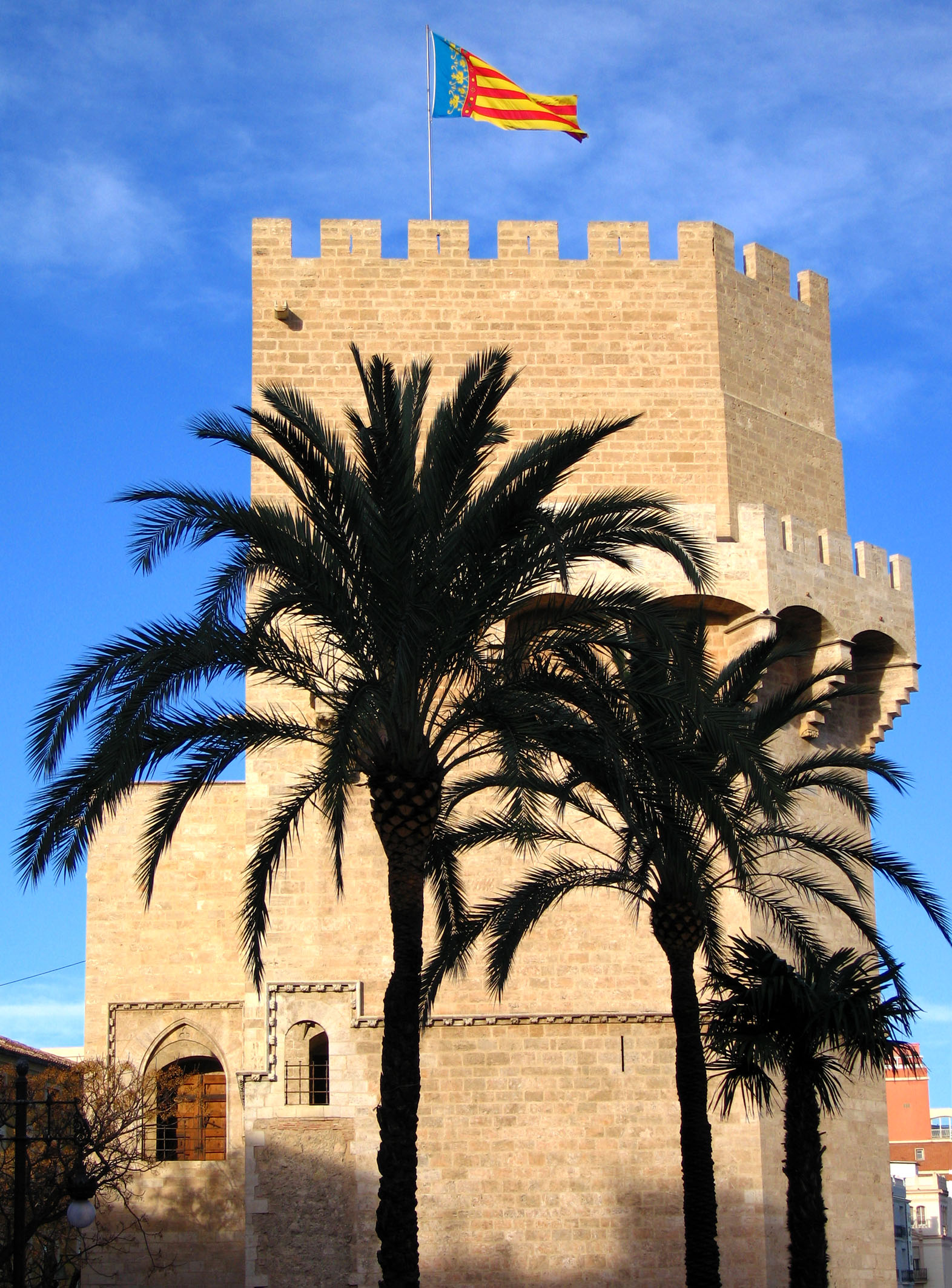
Vista lateral de la Puerta de Serranos.

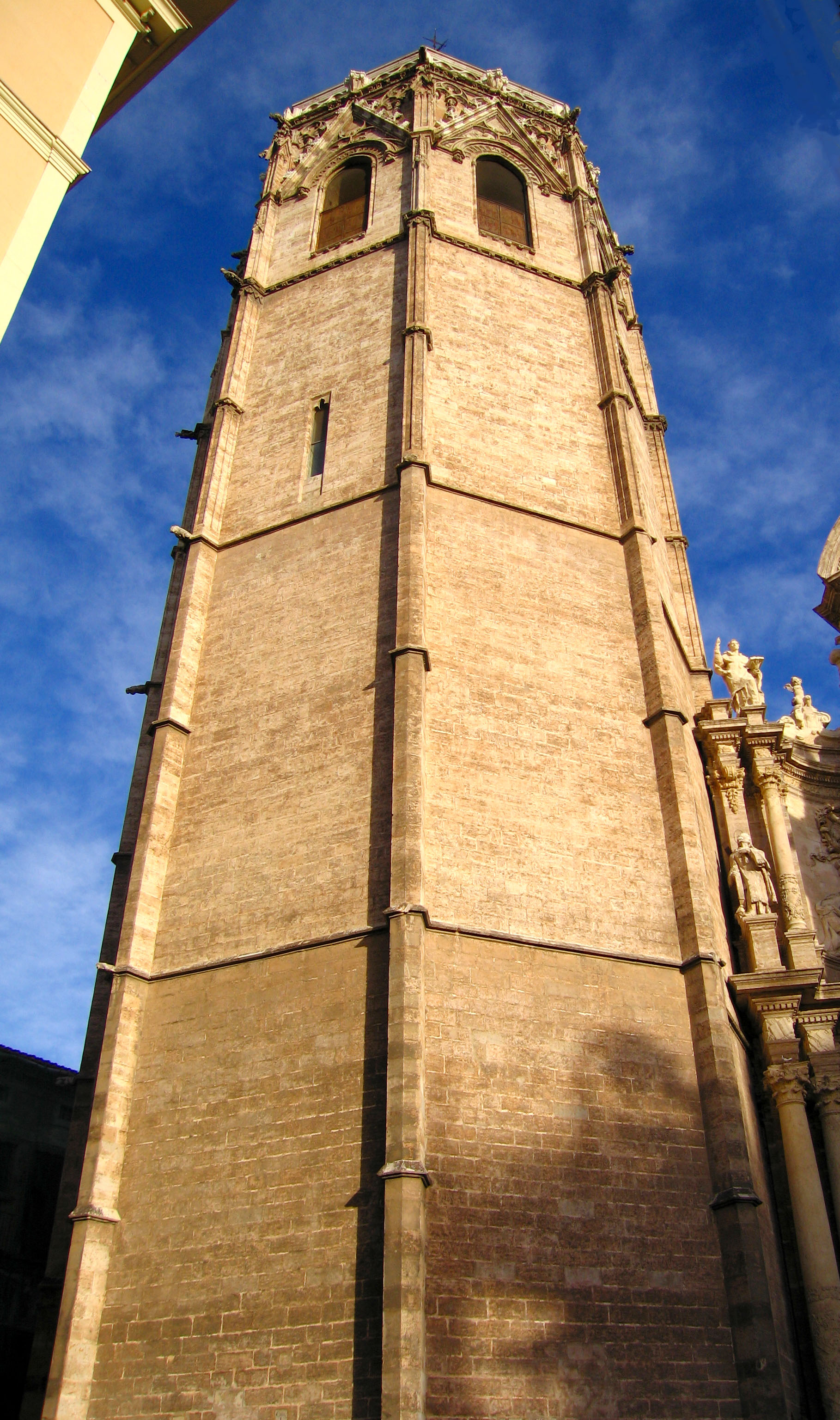
El Miguelete.

Pere Balaguer fue un arquitecto valenciano de principios del siglo XV en Avila autor de varios monumentos de estilo gótico valenciano en la ciudad de Valencia. 

## Biografía
Nació entre 1336 y 1338, aunque se desconoce la fecha exacta de su nacimiento. Aparece en los documentos con los nombres de maestro, maestro mayor o maestro picapedrero, pero en cualquier caso, asumía la dirección total de las obras, desde los aspectos más generales hasta detalles de la construcción. 
Entre 1392 y 1398 dirigió la construcción de la puerta de la muralla denominada de Puerta de Serranos, su obra más emblemática. A pesar de la poca consideración social de los arquitectos de la época, Balaguer recibía un trato de favor de los jurados, que hasta quisieron llamar a las torres “de Balaguer”. Para hacer esta obra viajó por encargo del alcalde de Valencia a Cataluña con el fin de estudiar y conocer varias puertas y torres y preparar el proyecto. De hecho, la Puerta de Serranos está inspirada en la Puerta Real del Monasterio de Poblet, aunque son más esbeltas y ornamentadas y presentan una más eficaz capacidad defensiva.
En 1398 trabajó en la ornamentación de la torre de santa Bárbara, o del Águila, próxima a la de Serranos y usada también como prisión antes de que fuera derribada en el siglo XIX. 
De 1406 a 1422 participó en la construcción de la iglesia de Santa Catalina. 
El 1410 trabajaba para la Catedral de Valencia en la construcción del dormitorio de los sacristanes, y en unos soportes de piedra del cimborrio para instalar los “farones” de la Ciudad, artefactos usados para la iluminación en días solemnes. 
El 1414 colaboró en las obras de construcción del campanario de El Miguelete de la Catedral, y por encargo de Pere March, padre de Ausiàs March, construyó un sepulcro para la capilla de San Marco en Gandía. 
Hasta 1424 continuó trabajando en obras menores de la catedral, y después su nombre desaparece de la documentación. 